# 과이니아주

과이니아 주

과이니아주(스페인어: Departamento de Guainía)는 콜롬비아 동부에 위치한 주로 주도는 인리다이며 면적은 72,238km2, 인구는 40,203명(2013년 기준), 인구 밀도는 0.56명/km2이다. 1963년 바우페스 주에서 분리되어 신설되었으며 1개 지방 자치체를 관할한다. 주 이름은 원주민 언어인 유리어(Yuri)로 "물이 풍부한 땅"을 뜻한다. 북쪽으로는 비차다 주, 서쪽으로는 과비아레 주, 바우페스 주와 접하며 남쪽으로는 브라질, 동쪽으로는 베네수엘라와 국경을 접한다.

주기
주 문장